# ジュゼッペ・フェッラーリ
ジュゼッペ・フェッラーリ(イタリア語: Giuseppe Ferrari、1811年3月7日 - 1876年7月2日)は、イタリアのイタリア統一運動時代の政治家、歴史家、哲学者、愛国者である。ジュゼッペ・フェルラーリとも。
連邦制、共和制、民主主義および社会主義の支持者であり、イタリア諸邦での絶対君主制を打倒し自由な共和制を樹立したのち、それら自由諸邦による緩やかな連邦の形成を主張した。イタリア統一達成後はイタリア王国上院議員を務めた。サルデーニャ王国の拡大による統一や立憲君主制を目指すカミッロ・カヴールや、中央集権的な共和制を望むジュゼッペ・マッツィーニなどとは意見を異にした。

## 生涯

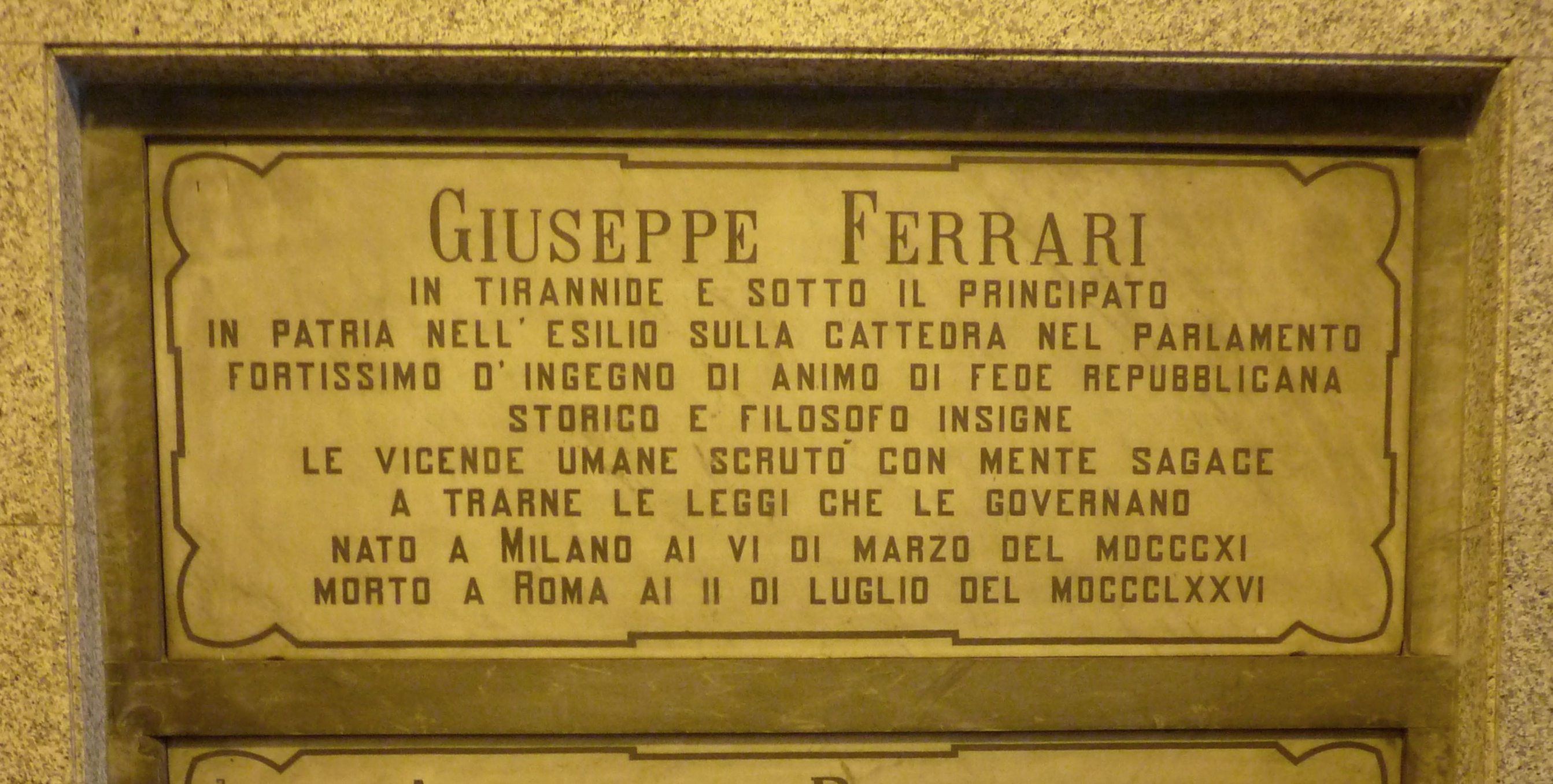
フェッラーリの墓（ミラノ）

ジュゼッペ・フェッラーリはミラノの裕福な家に生まれ、パヴィアのパヴィア大学で法学を学び、1831年に卒業。学者、作家としての活動を開始し『G.D.ロマーノシの心』（『La mente di G. D. Romagnosi』）を著作として初出版した。その後はフランスに渡り、1839年にはジャンバッティスタ・ヴィーコについての研究をまとめた『ヴィーコとイタリア』（『Vico et l'Italie』）を出版。学術的な評価を得て、1840年にはパリ大学の博士号を取得し哲学者となる。その後はストラスブールやブルージュ、パリなどフランスの都市を転々としつつ複数の著書を出版した。
1848年には一時的にイタリアに戻り、オーストリア帝国の支配に抵抗した民衆反乱「ミラノの5日間」でカルロ・カッターネオ、エンリコ・チェルヌスキなどとともに主導的な役割を果たす。また連邦制共和国の樹立を強く訴えサルデーニャ王国の拡大主義を否定し、イタリア統一にはフランスの支援があってのみ成功すると主張してフランス軍の支援を要請することによって、王政を維持したままイタリア統一を目指すサルデーニャ王国の影響下に入ったロンバルディア臨時政府の打倒を目指した。そのことから、共和制や民主制よりあくまでも独立と統一を優先し、サルデーニャ王国のカルロ・アルベルトとの共同行動も考えていたマッツィーニとは真っ向から対立し、マッツィーニを独立と統一のみを優先した社会的観点が欠如した「形式主義者」と批判している。またこれらを契機として、統一よりもイタリア諸邦の民主化を優先させるフェッラーリ派の新聞『フェデラツィオーネ＝レプッブリカーナ』が刊行され、これを中心として共和連邦主義の運動母体の組織が図られた。
しかしミラノの5日間により成立したロンバルディア臨時政府は、フェッラーリに打倒されることなくオーストリア軍に破れ、ロンバルディアはオーストリア帝国の支配下に戻る。するとフェッラーリはチェルヌスキとともに亡命という形でパリに戻った。
1859年には統一機運の高まるイタリアに戻る。この時も主張としてはカルロ・カッターネオなどと同様に地域分権的な連邦制を主張し、王政や中央集権を維持したままの統一と近代化を目指すカミッロ・カヴールとは対立した。しかしながら、この意見対立にも拘らずジュゼッペ・フェラーリはトリノ、ミラノ、ローマなどサルデーニャ王国が重要視する都市で哲学の教鞭を取ることを許された。統一が果たされた後は、イタリア王国の上院議員や教育評議会のメンバーを務め、1864年にはトリノからフィレンツェへの遷都を強く支持するなど重要な役割を果たす。
1876年7月2日、ローマで死亡した。
ジュゼッペ・フェッラーリが1860年に発表した研究『国益の歴史』（『Histoire de laRaisond'État』）は、経済や軍事の分野において世界的な影響力を発揮する超大国の将来的な出現を予想し、それは特にロシア・アメリカ合衆国が該当し、最終的には中国の超大国としての台頭がヨーロッパの情勢支配を破壊することを主張したものであった。